# Edward Janiak
Edward Janiak (ur. 14 sierpnia 1952 w Malczycach, zm. 23 września 2021 we Wrocławiu) – polski duchowny rzymskokatolicki, doktor teologii moralnej, biskup pomocniczy wrocławski w latach 1996–2012, biskup diecezjalny kaliski w latach 2012–2020, od 2020 biskup senior diecezji kaliskiej.
W 1979 został wyświęcony na prezbitera. Doktorat z teologii moralnej uzyskał na Papieskim Uniwersytecie św. Tomasza z Akwinu. Był proboszczem Polskiej Misji Katolickiej w Dortmundzie, sekretarzem kardynała Henryka Gulbinowicza, a także pierwszym dyrektorem Caritasu archidiecezji wrocławskiej. W 1996 został biskupem pomocniczym wrocławskim, a w 2012 objął urząd biskupa diecezjalnego kaliskiego. W 2020 w następstwie oskarżeń o dopuszczenie się zaniedbań w sprawie sygnalizowanych nadużyć seksualnych podległych mu księży złożył rezygnację z urzędu. Po przeprowadzonym dochodzeniu Stolica Apostolska podjęła wobec niego decyzje dyscyplinarne, m.in. nakazała zamieszkanie poza diecezją kaliską.

## Życiorys

### Młodość i wykształcenie
Urodził się 14 sierpnia 1952 w Malczycach jako jedno z trojga dzieci Stanisława i Janiny z domu Zmysłowskiej, jego młodszy brat Krzysztof również został kapłanem. Ukończył Technikum Przemysłu Drzewnego w Sobieszowie, uzyskując w 1971 świadectwo dojrzałości. Zanim wstąpił do seminarium duchownego, przez dwa lata studiował na Wydziale Technologii Drewna Wyższej Szkoły Rolniczej w Poznaniu.
W latach 1973–1979 odbył studia filozoficzno-teologiczne na Papieskim Wydziale Teologicznym we Wrocławiu, zakończone uzyskaniem magisterium z teologii. Równocześnie zdobywał formację kapłańską w Metropolitalnym Wyższym Seminarium Duchownym we Wrocławiu. Święceń prezbiteratu udzielił mu 19 maja 1979 w archikatedrze św. Jana Chrzciciela we Wrocławiu miejscowy biskup pomocniczy Wincenty Urban. Został inkardynowany do archidiecezji wrocławskiej.
Dalsze studia odbył na Papieskim Wydziale Teologicznym we Wrocławiu, gdzie w 1983 uzyskał licencjat z teologii moralnej. W latach 1983–1986 kontynuował studia w zakresie teologii moralnej na Papieskim Uniwersytecie św. Tomasza z Akwinu, które ukończył z doktoratem.

### Prezbiter
W latach 1979–1983 pracował jako wikariusz w parafii św. Jana Apostoła i Ewangelisty w Oleśnicy. Od 1986 do 1987 był proboszczem Polskiej Misji Katolickiej w Dortmundzie. Po powrocie do archidiecezji pracował w archiwum archidiecezjalnym, był też sekretarzem kardynała Henryka Gulbinowicza. Od 1988 pełnił funkcję wicedyrektora Referatu ds. Dobroczynności w kurii metropolitalnej, a w latach 1989–1996 dyrektora nowo powstałego Caritasu archidiecezji wrocławskiej. Wszedł w skład rady kapłańskiej, kolegium konsultorów i komisji rewizyjnej dla instytucji kościelnych archidiecezji wrocławskiej. W 1992 otrzymał godność kapelana honorowego Jego Świątobliwości.
W 1987 został mianowany adiunktem w Katedrze Teologii Moralnej Ogólnej Papieskiego Wydziału Teologicznego we Wrocławiu i wykładowcą Metropolitalnego Wyższego Seminarium Duchownego we Wrocławiu. Objął wykłady z teologii moralnej, teologii pastoralnej i charytatywnej działalności Kościoła. W latach 1989–1992 pełnił funkcję dyrektora administracyjnego Papieskiego Wydziału Teologicznego i Metropolitalnego Wyższego Seminarium Duchownego.

### Biskup
26 października 1996 Jan Paweł II mianował go biskupem pomocniczym archidiecezji wrocławskiej ze stolicą tytularną Scilium. Święcenia biskupie otrzymał 30 listopada 1996 w archikatedrze św. Jana Chrzciciela we Wrocławiu. Udzielił mu ich kardynał Henryk Gulbinowicz, arcybiskup metropolita wrocławski, któremu towarzyszyli arcybiskup Józef Kowalczyk, nuncjusz apostolski w Polsce, i Sławoj Leszek Głódź, biskup polowy Wojska Polskiego. Jako dewizę biskupią przyjął słowa „Oportet servire” (Trzeba, abym służył). W archidiecezji wrocławskiej sprawował funkcję wikariusza generalnego. Został kierownikiem Sekretariatu 46. Międzynarodowego Kongresu Eucharystycznego we Wrocławiu. Pełnił funkcję prepozyta Kapituły Metropolitalnej Wrocławskiej.
21 lipca 2012 papież Benedykt XVI mianował go biskupem diecezjalnym diecezji kaliskiej. Ingres do katedry św. Mikołaja Biskupa w Kaliszu odbył 12 września 2012.
W ramach Konferencji Episkopatu Polski objął funkcję przewodniczącego Rady ds. Migracji, Turystyki i Pielgrzymek. Został delegatem ds. Imigracji, delegatem ds. Duszpasterstwa Pracowników Leśnictwa, Gospodarki Wodnej i Ochrony Środowiska, a także asystentem kościelnym Towarzystwa Pomocy im. św. Brata Alberta. Wszedł też w skład Komisji ds. Polonii i Polaków za granicą. 17 grudnia 2011 papież Benedykt XVI mianował go członkiem Papieskiej Rady ds. Duszpasterstwa Migrantów i Podróżujących. Został też członkiem Międzynarodowej Komisji Katolickiej ds. Migracji.
W 2014 był współkonsekratorem podczas sakry biskupa Łukasza Buzuna.

### Krytyka i następstwa
W maju 2020 w filmie Zabawa w chowanego zarzucono mu, że pomimo powiadomienia go o przypadkach wykorzystania seksualnego małoletnich przez podległego mu księdza z diecezji kaliskiej nie wszczął wobec niego postępowania kanonicznego ani nie zakazał mu posługi kapłańskiej, a także że jako biskup pomocniczy wrocławski brał udział w skierowaniu prezbitera z zarzutami o czyny pedofilne do pracy w diecezji bydgoskiej. Po emisji dokumentu prymas Wojciech Polak, pełniący w Konferencji Episkopatu Polski funkcję delegata ds. Ochrony Dzieci i Młodzieży, zakomunikował o zwróceniu się do Stolicy Apostolskiej z wnioskiem o wszczęcie postępowania w sprawie opisanych w filmie zaniechań przełożonych księży, którzy molestowali małoletnich. Na posiedzeniu kaliskiej rady kapłańskiej księża mieli odmówić biskupowi pomocniczemu Łukaszowi Buzunowi podpisania listu poparcia dla ordynariusza i skierować list do papieża z prośbą o wyjaśnienie zarzutów stawianych hierarsze. Biskup Janiak wystosował do diecezjan list pasterski, w którym stwierdził, że stał się ofiarą medialnej nagonki, natomiast w liście do biskupów, który przeniknął do mediów, m.in. skrytykował działania podjęte przez prymasa Polaka, uznając je za źródło zamieszania i uderzenie w wizerunek Kościoła katolickiego. W odpowiedzi prymas Polski oświadczył, że jego postępowanie było przejawem troski o dobro pokrzywdzonych i rzeczywiste dobro Kościoła, a także realizacją misji ochrony dzieci i młodzieży. W maju 2020 Kongregacja ds. Biskupów, zgodnie z motu proprio Vos estis lux mundi, wyznaczyła Stanisława Gądeckiego, arcybiskupa metropolitę poznańskiego, do przeprowadzenia dochodzenia wstępnego w związku z zarzutami wobec biskupa kaliskiego w prowadzeniu spraw dotyczących nadużyć seksualnych niektórych duchownych na szkodę osób małoletnich, które zakończono w lipcu 2020.
W czerwcu 2020 ujawniono w mediach, że w lutym 2018 rektor Wyższego Seminarium Duchownego Diecezji Kaliskiej ks. Piotr Górski złożył na biskupa Janiaka skargę do Nuncjatury Apostolskiej w Polsce dotyczącą tolerowania wśród księży wykorzystywania seksualnego osób małoletnich oraz aktywnego homoseksualizmu. Hierarcha miał również zabiegać o doprowadzenie do święceń diakonatu kleryka, przejawiającego skłonności homoseksualne i przechowującego na swoim komputerze materiały z pornografią, także dziecięcą, a wobec rektora, który sprzeciwił się tym święceniom, stosować mobbing. Kongregacja ds. Duchowieństwa zleciła Stanisławowi Gądeckiemu przeprowadzenie wizytacji apostolskiej w kaliskim seminarium. Powołana przez niego komisja zakończyła dochodzenie we wrześniu 2020, przekazując dokumenty do kongregacji za pośrednictwem Nuncjatury Apostolskiej.

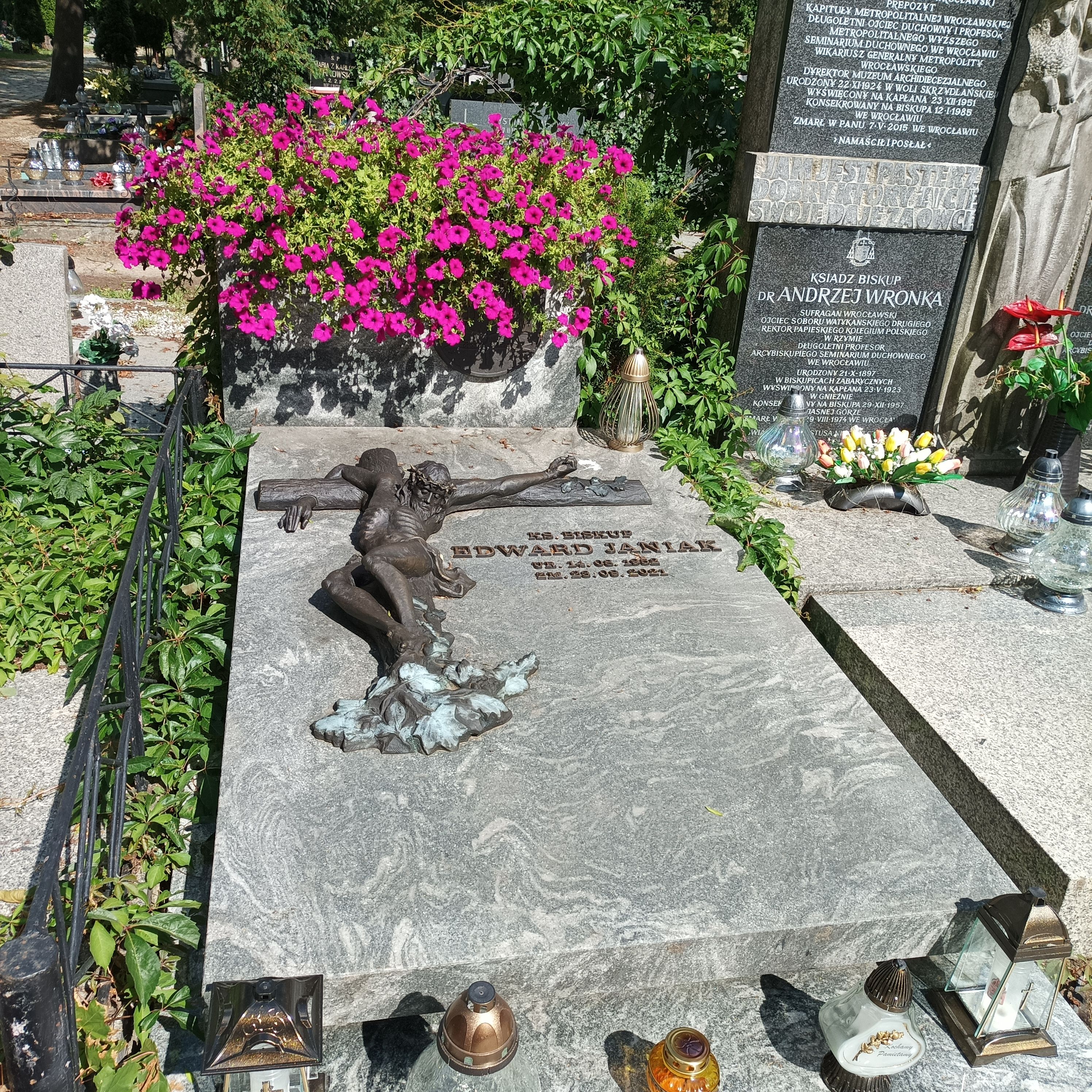
Grób Edwarda Janiaka na cmentarzu św. Wawrzyńca we Wrocławiu

25 czerwca 2020 papież Franciszek mianował administratorem apostolskim sede plena diecezji kaliskiej Grzegorza Rysia, arcybiskupa metropolitę łódzkiego. Edward Janiak pozostał nominalnie biskupem diecezjalnym, ale utracił władzę nad diecezją, polecono mu także opuszczenie jej na czas dochodzenia prowadzonego przez Stolicę Apostolską i niewpływanie na zarządzanie nią przez administratora apostolskiego. 17 października 2020 papież Franciszek przyjął jego rezygnację z funkcji biskupa diecezjalnego kaliskiego, a arcybiskupa Grzegorza Rysia ustanowił administratorem apostolskim sede vacante. Tego samego dnia Nuncjatura Apostolska poinformowała również o czasowym zamknięciu, w następstwie przeprowadzonej wizytacji apostolskiej, seminarium duchownego w Kaliszu.
W komunikacie wydanym w marcu 2021 Nuncjatura Apostolska w Polsce poinformowała, że po przeprowadzeniu dochodzenia dotyczącego zgłoszonych zaniedbań hierarchy i innych kwestii związanych z zarządzaniem przez niego diecezją kaliską Stolica Apostolska nakazała mu zamieszkanie poza diecezją, zakazała uczestniczenia w publicznych celebracjach i spotkaniach na jej terenie, a także zobowiązała go do dokonania wpłaty na rzecz Fundacji św. Józefa na przeciwdziałanie nadużyciom seksualnym i wsparcie ofiar.
Zmarł 23 września 2021 w Dolnośląskim Centrum Onkologii we Wrocławiu wskutek choroby nowotworowej płuc z przerzutami. 28 września 2021 w katedrze św. Mikołaja w Kaliszu została odprawiona msza żałobna, a 29 września 2021 po mszy pogrzebowej w kościele św. Wawrzyńca we Wrocławiu został pochowany na miejscowym cmentarzu św. Wawrzyńca.

## Wyróżnienia
W 2004 nadano mu honorowe obywatelstwo Malczyc i gminy Malczyce.
W 2004 otrzymał tytuł Leśnika Roku i Dębową Statuetkę „Przeglądu Leśniczego” za działalność duszpasterską-społeczną wśród leśników. W 2011 został laureatem nagrody Bliźniemu swemu, przyznawanej przez Towarzystwo Pomocy im. św. Brata Alberta.
W 2015 został przyjęty do konfraterni zakonu paulinów.